# Цисла, Клаудия
Клаудия Цисла (нем. Claudia Ciesla; род. 12 февраля 1987, Водзислав-Слёнски, Катовицкое воеводство) — немецкая фотомодель, певица и актриса

 польского происхождения. Также известна как CClaudia.

## Биография
Клаудия Цисла живёт в Бамбергe (Германия). Работает в качестве модели с 2003 года. Стала известна как модель через интернет, а также из печатных изданий Bild, Matador, Maxim, Auto Bild, и другие.
В марте 2006 года, Цисла заняла по интернет-конкурсу «Германия Super Girl», организованный с помощью Auto Bild, Bild, Sat.1, T-Online и Kabeleins, первое место.
В ноябре 2007 года участвовала с песней «Mir ziagt koaner s Dirndlgwandel aus» в финале международного музыкального фестиваля «Alpen Гран-при» 2007 года, (Alpen Grand Prix), в Мерано (Италия). В 2007 году сыграла в пяти сериях интернет-телесериала «Бич-Baby Констанс-», роль Дейзи Ванденберг.
В 2008 году Цисла победила в Австрии (в туристическом городе Дамюльс) на конкурсе «Снежная королева 2008». В феврале 2008 года сыграла роль Линды в болливудском фильме «Карма».

## Личная жизнь
Согласно индийской газете The Times of India в 2009 году Клаудия приняла индуизм. В интервью газете она заявила: «Я обсуждала философию индуизма, индуистскую религию и её богов. Меня привлекают такие аспекты этой религии, как терпимость, мне нравятся идеи кармы и реинкарнации. Я человек очень широких взглядов и индуизм очень близок моему мировоззрению. Мне подарили статуэтку Ганеши и я верю в то, что Ганеша поможет мне, поддержит меня».
В январе 2010 года Клаудия заявила, что стала вегетарианкой.